# Banco de la Concepción
Banco de la Concepción este o arie protejată (sit de importanță comunitară — SCI) din Spania întinsă pe o suprafață de 610.067,14 ha, integral marine.

## Localizare
Centrul sitului Banco de la Concepción este situat la coordonatele 30°00′27″N 12°40′43″W / 30.0074°N 12.6785°V.

## Înființare
Situl Banco de la Concepción a fost declarat sit de importanță comunitară în decembrie 2014 pentru a proteja 2 specii de animale.

## Biodiversitate
Situată în ecoregiunile  și marină macaroneziană, aria protejată conține 1 habitat natural: Recifuri.
La baza desemnării sitului se află mai multe specii protejate:
- mamifere (1): delfin mare (Tursiops truncatus)
- reptile (1): Caretta caretta

Pe lângă speciile protejate, pe teritoriul sitului au mai fost identificate 66 de specii de nevertebrate, 38 de specii de pești.